# 青玄
「青玄」（せいげん）は、俳誌。1949年10月、門田龍政・誠一の兄弟により、日野草城を主宰として大阪市で創刊。母胎は「まるめろ」（1946年創刊）で、草城は当時俳壇から引退していたが主宰を懇願されて俳壇に復帰した。創刊時より伊丹三樹彦、桂信子らが参加。全会員制の俳誌として出発し、1951年より同人制、同年に発行所が尼崎の伊丹三樹彦宅に移る。
1956年1月に草城が逝去、10月の同人会で三樹彦が主宰となり第二次「青玄」が発足。このとき桂信子、楠本憲吉、花谷和子、坪内稔典らがそれぞれ独立した。伊丹はリゴリズム・リアリズム・リリシズムの「三リ主義」を提唱し、定型を活かすこと、季語を超えること、現代語を働かすことを主張。また新仮名表記・分ち書き俳句を推進したほか、写真と俳句を組み合わせる「写俳」の掲載など実験的試みを行った。三樹彦の健康上の理由により、2006年1月号（通巻670号）をもって終刊。

## 主な参加者
- 阿部完市
- 桂信子（「草苑」）
- 楠本憲吉（「野の会」）
- 嶋田洋一
- 坪内稔典（「船団」）
- 花谷和子（「藍」）
- 松本恭子
- 伊丹啓子（「青群」）